# گرادیشته (بلا پالانکا)
گرادیشته (به صربی: Gradište) یک منطقهٔ مسکونی در صربستان است که در بلا پالانکا واقع شده‌است. گرادیشته ۶۵ نفر جمعیت دارد.